# Polypodium pullei
Polypodium pullei là một loài dương xỉ trong họ Polypodiaceae. Loài này được Alston mô tả khoa học đầu tiên năm 1940.
Danh pháp khoa học của loài này chưa được làm sáng tỏ. 